# مدیا مولکول
مدیا مولکول (به انگلیسی: Media Molecule) یک شرکت انگلیسی توسعه‌دهنده بازی‌های ویدئویی واقع در گیلفورد، ساری است. این شرکت در ژانویه ۲۰۰۶، توسط مارک هیلی، کریم اتونی، الکس ایوانز و دیوید اسمیت تأسیس شده‌است. این شرکت در سال ۲۰۱۰ توسط سونی اینتراکتیو انترتینمنت خریداری شد، و تبدیل به بخشی از استودیوهای جهانی سونی گردید. مدیا مولکول برای ساخت بازی‌هایی همچون مجموعه بزرگ‌سیاره کوچک، تیر اِوی (۲۰۱۳)، و دیریمز (۲۰۲۰)، برای کنسول‌های برند پلی‌استیشن شناخته شده‌است.